# Шарпсбург (Мериленд)
Шарпсбург (енгл. Sharpsburg) град је у америчкој савезној држави Мериленд.

## Демографија
По попису из 2010. године број становника је 705, што је 14 (2,0%) становника више него 2000. године.
| Група             | 2000.       | 2010.       |
| Белци             | 674 (97,5%) | 660 (93,6%) |
| Афроамериканци    | 3 (0,4%)    | 3 (0,4%)    |
| Азијати           | 4 (0,6%)    | 0 (0,0%)    |
| Хиспаноамериканци | 2 (0,3%)    | 15 (2,1%)   |
| Укупно            | 691         | 705         |